# Phaeotrichaceae
Phaeotrichaceae es una familia de hongos previamente ubicada en el orden Pleosporales, pero en la actualidad excluida. Sus taxones tienen una distribución amplia y son saprobios, sobre estiércol de animales herbívoros.